# عملية الفجر 2
```
عملية الفجر 2
 أو 
عملية والفجر 2
 (
الفارسية
: 
عملیات والفجر 2
) كانت عملية إيرانية خلال 
الحرب العراقية الإيرانية
 التي استمرت ثماني سنوات. فتحت هذه العملية جبهة جديدة في شمال 
العراق
/
كردستان العراق،
 والمعروفة أيضًا باسم "الجبهة الشمالية". ورغم المساعدة التركية، شكّلت هذه المنطقة نقطة ضعف العراق خلال الحرب، حيث انحاز 
الأكراد
 إلى إيران.
```

## مقدمة
في العام الذي سبق العملية، وصل القتال بين القوات العراقية والإيرانية إلى طريق مسدود على الجبهة الجنوبية. استخدمت القوات الإيرانية مرارًا وتكرارًا هجمات الموجات البشرية في الأهوار والصحاري الجنوبية، لكن قوات الفيلق الثالث والرابع والسادس العراقية صدّتها. إلا أن الحكومة الإيرانية نجحت في كسب ود الشعب الكردي في أجزاء من شمال العراق، مما أتاح لها فرصة نقل الحرب شمالًا.
كان الهدف الرئيسي للمهمة هو مدينة حاج عمران الحدودية، الواقعة على الحدود وتحيط بها تضاريس جبلية. وكان ثوار الحزب الديمقراطي الكردستاني العراقي سيشكلون دعمًا كبيرًا للإيرانيين المتقدمين، نظرًا لمعرفتهم بالتضاريس وسكانها.

## المعركة
في 22 يوليو/تموز، تقدمت القوات الإيرانية من بيرانشهر وحققت نجاحًا باهرًا ضد العراقيين، وسيطرت فعليًا على حاج عمران. استخدم الإيرانيون والمقاتلون الأكراد التلال المرتفعة لشن كمائن على المواقع والقوافل العراقية. وفي المجمل، استولوا على ما يقارب 150 ميل مربع (390 كـم2) من الأراضي العراقية.
ردّ العراق بهجوم مضاد، فشنّ هجومًا جويًا واستخدم الغاز السام لأول مرة في الحرب بأكملها. وضرب العراقيون القوات الإيرانية على قمم الجبال قرب حاج عمران بغاز الخردل بينما كانت قواتهم تتقدم في المنحدرات. ولم يكن العراقيون على دراية بخصائص الغاز السام، فعاد هذا الغاز إلى القوات العراقية المكشوفة. في الوقت نفسه، عرقلت التضاريس الوعرة الدبابات العراقية. كما أُعيقت استخدام طائرات الهليكوبتر الحربية، نظرًا لتوفر غطاء أفضل للمقاتلين الإيرانيين والأكراد.
وكانت هذه هي العوامل الحاسمة التي ساهمت في خسارة العراق للمعركة.

## ترتيب المعركة
إيران
قيادة مالك الأشتر
- جيش الجمهورية الإسلامية الإيرانية
  - القوات البرية لجيش الجمهورية الإسلامية الإيرانية
    - فرقة المشاة 77 "بيروز" من خراسان
      - اللواء الثاني للمشاة في قوشان
        - 3 كتائب مشاة

    - الفرقة المدرعة 92 في خوزستان
      - كتيبة ميكانيكية واحدة

    - فرقة المشاة 64 في أرومية
      - اللواء الأول
        - كتيبة مشاة واحدة

  - طيران جيش الجمهورية الإسلامية الإيرانية
- الحرس الثوري الإسلامي
  - فرقة الإمام الحسين الرابعة عشرة بقيادة مصطفى ردانيبور
    - 2 كتيبة مشاة

  - لواء المهدي 33 بقيادة محمد جعفر الأسدي
    - كتيبة الفجر بقيادة مرتضى جويدي[1]
    - 9 كتائب مشاة أخرى لم تُذكر أسمائها

  - لواء الشهداء الخاص 155 بقيادة محمود كاوه
    - 2 كتيبة مشاة

  - فرقة النجف الأشرف الثامنة بقيادة أحمد الكاظمي[2]
    - 2 كتيبة مشاة
- وحدة المدفعية
  - 11 بطارية مدفعية
- جهاد البناء
- البسيج
- الدرك
- المقاتلون القبليون المحليون المصدر:[3]

 Kurdistan Democratic Party (KDP)
البيشمركة
- 1000 مقاتل من الميليشيات

 العراق
- اللواء المشاة 91
- لواء المشاة 98
- اللواء المشاة 66
- كتيبة دبابات واحدة
- اللواء 31 للقوات الخاصة
  - الكتيبة الثانية
- كتيبة الكوماندوز طارق
- كتيبة كوماندوز تيم